# Grambow (Poméranie-Occidentale)
Grambow est une commune de l'arrondissement de Poméranie-Occidentale-Greifswald, Land de Mecklembourg-Poméranie-Occidentale.

## Géographie
La commune se situe sur une moraine de fond entre le Randow (de), la frontière du Brandebourg, la vallée de l'Oder, frontière naturelle avec la Pologne près de Szczecin. Le point culminant du territoire est à 75 m.
Elle regroupe les quartiers de Grambow, Ladenthin, Neu-Grambow, Schwennenz et Sonnenberg.

## Histoire
Jusque dans les années 1930, Grambow faisait partie de l'arrondissement de Randow (de).

## Infrastructure
La commune se situe sur la Bundesstraße 113.
La gare, à 500 m du centre de la commune, fait partie de la ligne (de) entre Bützow et Szczecin, la dernière avant la frontière polonaise. 
À quelques centaines de mètres à l'est de Schwennenz, un passage piéton permet de passer la frontière vers Kołbaskowo. 

## Personnalités liées à la commune
- Editha von Wartensleben (de) (1837–1895), épouse de Kuno von Hahn.
- Lothar Dräger (de) (né en 1932), auteur de bandes dessinées.